# مرض الدواجن

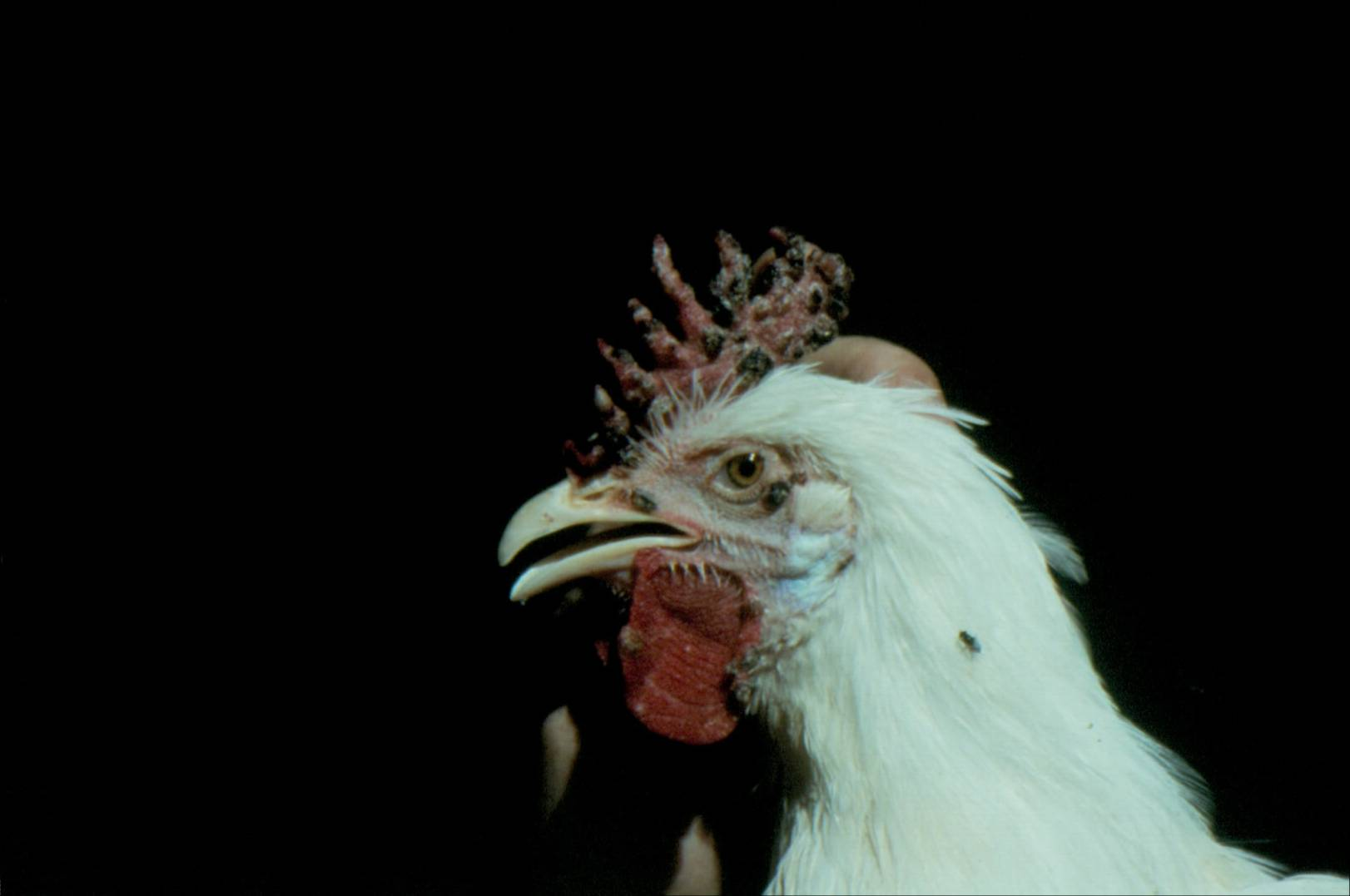

أمراض الدواجن هي أمراض تصيب فئة الدواجن بحيث تتعرض أثناء فترة حياتها للعديد من الأمراض المعدية والفتاكة، وتكمن خطورة أمراض الدواجن في حدوثها المفاجئ وسرعة انتشارها وصعوبة السيطرة عليها وبخاصة الأمراض الفيروسية.

## أنواع الامراض

### امراض فيروسية
- مرض التهاب الشعب الهوائيّة المعدي.
- مرض الغومبورو.
- مرض الجدري.

### امراض بكتيرية
- الإصابة بميكروبات سلمونيلا.
- المرض التنفسيّ المزمن.
- كوليراالطيور.
- الزكام المعدي.

### امراض طفيلية
- مرض الكوكسيد يوزيس.
- الإصابة بالديدان الأسطوانيّة.
- الإصابة بالديدان الشريطيّة.
- الإصابة بالحشرات الخارجيّة مثل 	القمل والقراد والحلم (مسبب الجرب).

### امراض فطرية
- مرض القراع.
- مرض القلاع.
- مرض الاسبرجيلوزيس.
- التسمم الفطري.

### امراض سوء التغذية
- نقص فيتامينات أ، هـ، ك، ب المركب.
- نقص الأملاح المعدنية مثل نقص الكالسيوم والفوسفور والزنك والمنجنيز.

## بعض امراض الدواجن

### داء نيوكاسل
هو أخطر مرض فيروسي، ينتشر بسرعةٍ كبيرةٍ ويصيب أيضاً الحمام والديك الرومي والطيور البريّة، وهذا المرض ينتشر ويعدي عن طريق استنشاق الهواء من المنطقة المصابة، أو تناول الأعلاف الملوّثة بهذا الفيروس، أو عن طريق اقتراب الطير المصاب بالمرض من غيره من الطيور السليمة.

#### الأعراض
- الخمول ونفش ريش الدواجن، وقلة الأكل.
- الاحتقان في عرف الدواجن، والإسهال باللون الأخضر.
- إفرازات مخاطية من عيون وأنوف الدواجن.
- التنفس الصعب والالتواء في الرقبة المصاحب لشللٍ في أجنحة الدواجن وأرجلها.
- قلة إنتاج البيض من الطيور المصابة، ويكون البيض صغير الحجم ذا قشرةٍ متعرجةٍ وهشةٍ.

#### الوقاية والعلاج
هذا المرض لا يوجد له علاجٌ نوعيٌ للفيروس المسبب له ولكن يمكن الوقاية منه عن طريق: 
- تنظيف مساكن الطيور المصابة وتطهيرها جيداً، وتعقيم جميع الأدوات المستخدمة في التعامل معها.
- إعطاء مضادات حيويةٍ لخمسة أيامٍ لمنع حدوث عدوى بكتيريّة ثانوية.
- التخلص من الطيور المريضة جداً، بذبحها وحرق جثثها أو دفنها في حفر عميقةٍ.
- تحصين الدواجن السليمة وإعطاؤها لقاحاتٍ للوقاية من المرض.

### مرض السالمونيلا

#### الاعراض
- تأخّر في النمو، وموت عددٍ كبير من الصيصان.
- قلة إنتاج البيض، وانخفاض نسبة الخصوبة.
- النعاس الدائم، وقلة الشهية للطعام.
- صعوبة في التنفس.
- الإسهال الذي يسبب موت الدجاج بسبب تلوّث المنطقة المحيطة بفتحة الشرج.

#### الوقاية والعلاج
- عدم تربية الصيصان المصابة.
- التخلّص من الدواجن المصابة.
- إعطاء الأدوية الوقائيّة في عمر الدواجن الأول.
- إبعاد أي حيواناتٍ عن أماكن تربية الدواجن.
- عدم إضافة أي دجاجة للدجاج الموجود قبل عزل قطيعها فترةً للتأكد من سلامة القطيع.
- التنظيف والتطهير المستمر لحضانات البيض ولأماكن الدواجن.

### إنفلونزا الطيور
هذا المرض أصبح واسع الانتشار في الفترة الأخيرة، وهو مرضٌ فيروسيٌ يسببه فيروس الإنفلونزا A الذي يوجد منه 144 نوعاً مصلياً، ويصيب كل أنواع الطيور، وقد يعدي ويصيب الإنسان وبعض الثدييات، وتختلف نسبة النفوق في المزارع حسب قوة المرض وضراوة النوع، وهذا الفيروس لا يموت بتجميد الدواجن بل يبقى إلى ما لا نهاية، ويفرز في إفرازات الطيور ولعابها، وإذا لم يتم التخلص من الدواجن المصابة فسوف تعدي كل دواجن المزرعة، لأنه ينتقل بسهولة

#### الاعراض
- الكسل والخمول وقلة الشهية للطعام.
- بعض أعراض التنفس الصعب، والورم البسيط في الوجه.
- قلة إنتاج البيض. ازرقاق الأرجل والعرف والداليتين.
- إخراج إفرازات أنفية مدممة.
- إنتاج بعض البيض المشوّه.

#### الوقاية والعلاج
هذا المرض الفيروسي ليس له علاجٌ محددٌ.
- يكافح في النوع الطفيف؛ بإدارة القطيع السليمة وتغذيته جيداً، والتطهير المستمر.
- في الحالات الضارية يجب التخلص من القطيع بحرقه أو دفنه في حفر عميقةٍ.
- استخدام اللقاحات التي تسمح بها وزارة الزراعة فقط.